# Mildred Harris

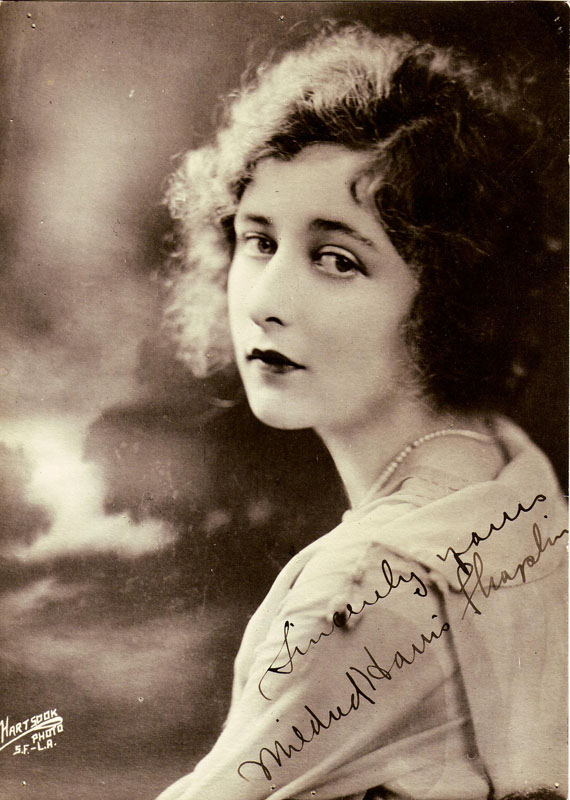
Mildred Harris, um 1918–1920

Mildred Harris (* 29. November 1901 in Cheyenne, Wyoming; † 20. Juli 1944 in Los Angeles, Kalifornien) war eine US-amerikanische Filmschauspielerin.

## Leben
Mildred Harris stand bereits früh vor der Kamera und wurde zum Kinderstar. Unter anderem spielte sie in der Serie The Wonderful Wizard of OZ von Frank L. Baum mit und übernahm mehr und mehr Hauptrollen (siehe Filme).
Mildred Harris war dreimal verheiratet. Ihr erster Mann war Charlie Chaplin, den sie 1918 heiratete. Die Nachricht sorgte für einen Skandal, da die Braut erst sechzehn war. Ihre Schwangerschaft – der Anlass der schnellen Heirat – stellte sich als Fehlalarm heraus; unklar ist, ob Mildred Harris wirklich glaubte, schwanger zu sein, oder ob sie Chaplin mit einer Lüge zur Ehe drängen wollte. Das einzige gemeinsame Kind von Chaplin und Harris, der Sohn Norman Spencer, kam 1919 mit schweren Missbildungen zur Welt und starb nach drei Tagen. Die Scheidung 1920 geriet zum Skandal, da sich Chaplin und Harris gegenseitig Grausamkeit und sexuelle Perversion vorwarfen. Nach der Scheidung hatte Mildred Harris eine von der Presse vielbeachtete Affäre mit dem damaligen Prince of Wales, dem nachmaligen König Edward VIII.
Die Aufmerksamkeit der Presse förderte Harris’ Karriere; sie bekam weitere Hauptrollen, u. a. in The Power of the Press (1928) an der Seite von Douglas Fairbanks. Auch beim Aufkommen des Tonfilms konnte Harris an ihre früheren Erfolge anknüpfen, obwohl ihr – wie vielen anderen Stummfilmdarstellern – das neue Medium zunächst unbehaglich war. Einen ihrer bekanntesten Auftritte hatte Harris in der Filmadaption des Musicals No, No, Nanette (1930).
Die 42-jährige Mildred Harris starb am   20. Juli 1944 in Los Angeles, Kalifornien an Lungenentzündung und wurde auf dem Hollywood Forever Cemetery beerdigt. Auf dem Hollywood Walk of Fame erhielt sie einen Stern in der Kategorie Film (Motion Pictures).

## Trivia
- 1992 spielte Milla Jovovich Mildred Harris in der Filmbiographie Chaplin.

## Filmografie (Auswahl)
- 1912: His Nemesis (Kurzfilm)
- 1912: Sense of Duty (Kurzfilm)
- 1912: The Frontier Child (Kurzfilm)
- 1912: The Post Telegrapher (Kurzfilm)
- 1912: The Triumph of Right (Kurzfilm)
- 1913: A Child of War (Kurzfilm)
- 1913: A Shadow of the Past (Kurzfilm)
- 1913: Borrowed Gold (Kurzfilm)
- 1913: Granddad (Kurzfilm)
- 1913: Romance of Sunshine Valley (Kurzfilm)
- 1913: The Drummer of the 8th (Kurzfilm)
- 1913: The Seal of Silence (Kurzfilm)
- 1913: Wheels of Destiny (Kurzfilm)
- 1914: A Frontier Mother (Kurzfilm)
- 1914: His Majesty, the Scarecrow of Oz
- 1914: The Little Matchmaker (Kurzfilm)
- 1914: O Mimi San (Kurzfilm)
- 1914: Shadows of the Past (Kurzfilm)
- 1914: The Social Ghost (Kurzfilm)
- 1914: The Colonel’s Orderly (Kurzfilm)
- 1914: The Courtship of O San (Kurzfilm)
- 1914: The Magic Cloak (Kurzfilm)
- 1914: When America Was Young (Kurzfilm)
- 1914: Wolves of the Underworld (Kurzfilm)
- 1915: Enoch Arden (Kurzfilm)
- 1915: The Little Lumberjack (Kurzfilm)
- 1915: The Little Soldier Man (Kurzfilm)
- 1915: The Absentee
- 1915: The Warrens of Virginia
- 1916: Intoleranz (Intolerance: Love’s Struggle Throughout the Ages)
- 1916: Hoodoo Ann
- 1916: The Matrimaniac
- 1916: The Old Folks at Home
- 1916: The Americano
- 1917: The Bad Boy
- 1917: The Cold Deck
- 1917: Golden Rule Kate
- 1917: A Love Sublime
- 1917: An Old Fashioned Young Man
- 1918: Borrowed Clothes
- 1918: Cupid by Proxy
- 1918: The Doctor and the Woman (Verschollen)
- 1918: For Husbands Only
- 1919: Home
- 1920: Polly of the Storm Country (Verschollen)
- 1920: The Woman in His House (Verschollen)
- 1921: A Prince There Was (Verschollen)
- 1921: Fool’s Paradise
- 1921: Habit
- 1922: The First Woman
- 1923: The Daring Years
- 1923: The Fog
- 1924: By Divine Right (Verschollen)
- 1924: Der Schatten des Ostens (The Shadow of the East)
- 1924: In Fast Company
- 1924: One Law for the Woman
- 1924: Stepping Lively
- 1924: The Desert Hawk
- 1924: Traffic in Hearts
- 1924: Unmarried Wives
- 1925: Flaming Love
- 1925: Beyond the Border
- 1925: The Dressmaker from Paris
- 1925: Easy Money
- 1925: My Neighbor’s Wife
- 1925: Private Affairs
- 1925: The Fighting Cub
- 1925: A Man of Iron
- 1925: The Unknown Lover
- 1926: Dangerous Traffic
- 1926: Der Rote Pirat / Die Jagd nach dem Testament (The Cruise of the Jasper B)
- 1926: The Self Starter
- 1926: The Isle of Retribution
- 1926: The Mystery Club
- 1926: The Wolf Hunters
- 1927: Brennendes Gold – Verrat im Ölgebiet (Burning Gold)
- 1927: Husband Hunters
- 1927: One Hour of Love (Verschollen)
- 1927: Out of the Past
- 1927: She’s My Baby
- 1927: The Adventurous Soul
- 1927: Sumuru
- 1927: The Show Girl
- 1927: The Swell-Head
- 1927: Wandering Girls
- 1928: Hearts of Men
- 1928: Lingerie (Kurzfilm)
- 1928: Melody of Love
- 1928: The Speed Classic (Verschollen)
- 1928: The Heart of a Follies Girl (Verschollen)
- 1928: The Power of the Press
- 1929: Sea Fury
- 1929: Side Street
- 1930: The Melody Man
- 1930: No, No, Nanette
- 1935: Lady Tubbs
- 1935: Never Too Late
- 1936: Great Guy
- 1936: Movie Maniacs
- 1942: Piraten im karibischen Meer (Reap the Wild Wind)
- 1942: Musik, Musik (Holiday Inn)
- 1944: Dr. Wassells Flucht aus Java (The Story of Dr. Wassell)
- 1944: Heil dem siegreichen Helden (Hail the Conquering Hero)
- 1945: Having a Wonderful Crime